# William Kinnear
William Nicoll Duthie "Wally" Kinnear (Marykirk, Aberdeenshire, 3 de desembre de 1880 – Leicester, 5 de març de 1974) va ser un remer escocès que va competir a començaments del segle xx.
Més conegut com a Wally, Kinnear va néixer a Marykirk. El 1902 marxà de casa per entrar a treballar a la cadena de botigues Debenhams de Londres. Allà diversos companys de feina l'animaren a practicar el rem i ben aviat començà a destacar al Cavendish Rowing Club. El 1903 guanyà el campionat de rem West End en scull, títol que revalidà el 1904 i 1905.
Posteriorment passà a remar pel Kensington Rowing Club, tot guanyant nombrosos campionats de scull al riu Tàmesi en els anys següents. El 1910 va guanyar el Diamond Challenge Sculls de la Henley Royal Regatta i el Wingfield scull quan va vèncer a Robert Bourne. El 1911 superà a Eric Powell per guanyar la Diamond, el Wingfield scull i la Copa de Londres a la regata Metropolitana i aconseguir així la "Triple Corona".
El 1912 va prendre part en els Jocs Olímpics d'Estocolm, on guanyà la medalla d'or en la competició de scull individual del programa de rem. Aquell mateix any va aconseguir la seva tercera victòria consecutiva l Wingfield scull, però va perdre el de 1913 contra Jock Wise.
Durant la Primera Guerra Mundial Kinnear va servir al Royal Naval Air Service i en acabar aquesta passà a exercir tasques d'entrenador de rem. Més tard es va traslladar a Desford, Leicestershire, on va treballar en el ram de la seguretat. Va morir a Leicester el 5 de març de 1974.